# Benedikt Kohl
Benedikt Kohl (* 31. März 1988 in Berchtesgaden) ist ein ehemaliger deutscher Eishockeyspieler, der im Verlauf seiner aktiven Karriere zwischen 2004 und 2024 unter anderem über 800 Spiele für die Augsburger Panther, Grizzly Adams Wolfsburg, Straubing Tigers und den ERC Ingolstadt in der Deutschen Eishockey Liga (DEL) auf der Position des Verteidigers bestritten hat. Sowohl mit Augsburg als auch Ingolstadt wurde Kohl in den Jahren 2010 und 2015 Vizemeister.

## Karriere

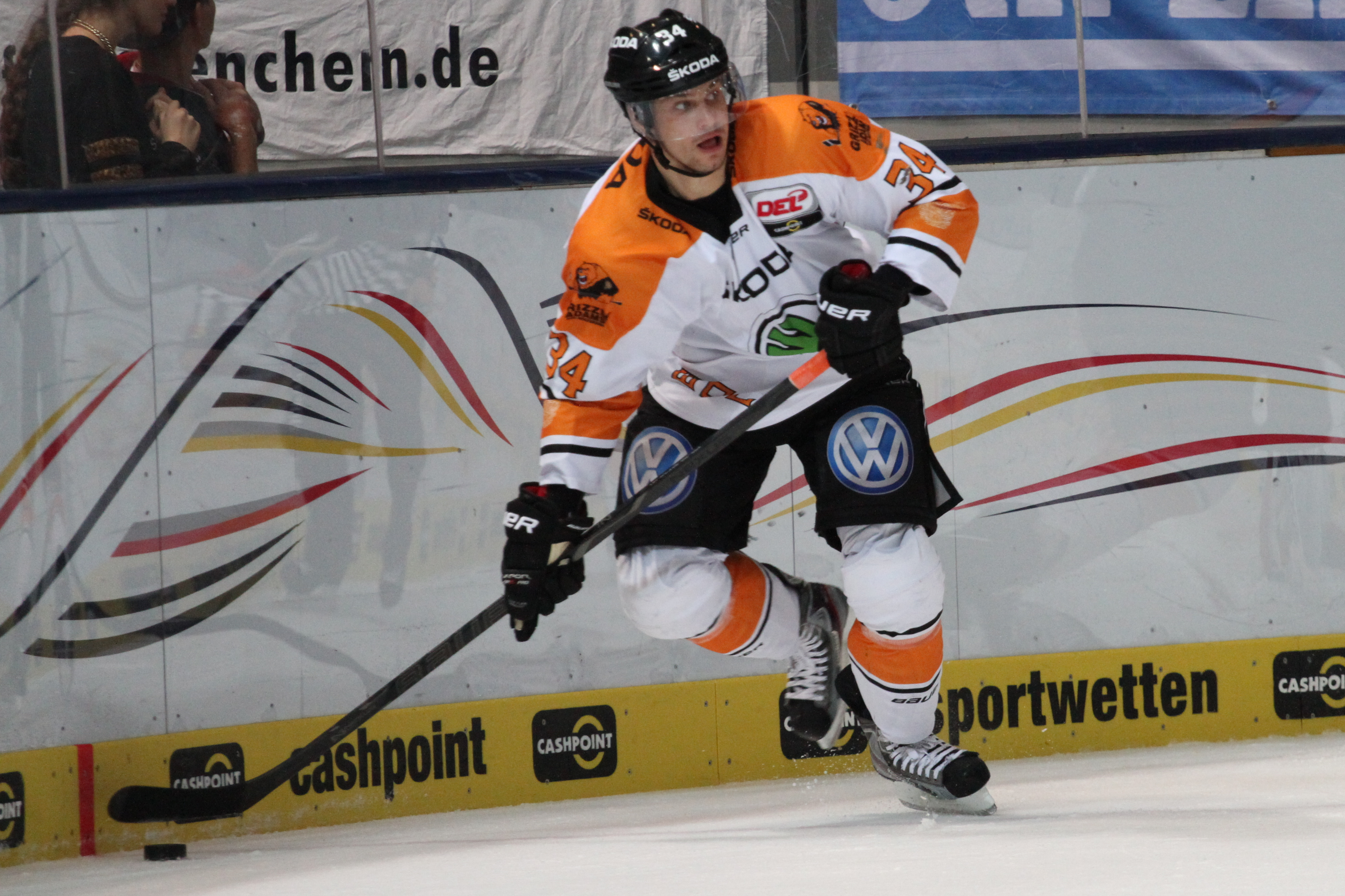
Kohl im Trikot der Grizzly Adams Wolfsburg (2013)

Kohl begann seine Ausbildung als Eishockeyspieler 1993 beim EV Berchtesgaden. Über das Auswahlverfahren des Bayerischen Eissport-Verbandes wechselte er nach Füssen. Anschließend zog es den Verteidiger zu den Jungadlern Mannheim in die Deutsche Nachwuchsliga (DNL), wo er zweimal die Meisterschaft gewann. Nach guten Leistungen dort stand der Rechtsschütze schon in seiner ersten Saison auch beim Mannheimer ERC in der Baden-Württembergliga auf dem Eis. Vor der Saison 2006/07 wurde Kohl schließlich in den Kader der Adler aufgenommen und spielte seitdem hauptsächlich in der Oberliga bzw. – nach dem Aufstieg im Frühjahr 2007 – 2. Bundesliga bei den Heilbronner Falken, dem Kooperationspartner der Mannheimer.
Zur Saison 2008/09 liehen ihn die Augsburger Panther aus. Ab der Saison 2009/10 stand er offiziell bei den Panthern unter Vertrag und erreichte mit der Mannschaft in dieser Spielzeit die Finalserie der DEL-Playoffs. Im März 2011 unterzeichnete Kohl einen Kontrakt bis 2013 bei den Grizzly Adams Wolfsburg, der von den Wolfsburger Verantwortlichen dank guter Leistungen frühzeitig bis 2014 verlängert wurde. Am 8. Mai 2014 unterschrieb er einen Vertrag beim amtierenden Deutschen Meisters ERC Ingolstadt, mit dem er im ersten Vertragsjahr abermals Vizemeister wurde. Nach fünf Jahren in Ingolstadt wechselte Kohl zur Saison 2019/20 nach Niederbayern zu den Straubing Tigers. Nach insgesamt fünf Spielzeiten im Trikot der Tigers beendete der 36-Jährige seine Karriere zum Abschluss der Saison 2023/24.

### International
Mit den Nachwuchsmannschaften des Deutschen Eishockey-Bundes nahm Kohl an der U18-Junioren-Weltmeisterschaft 2006 sowie der U20-Junioren-Weltmeisterschaft 2007 und U20-Junioren-Weltmeisterschaft der Division I 2008 teil.
Im Jahr 2010 kam der Verteidiger beim Deutschland Cup zu seinem ersten Einsatz für die deutsche A-Nationalmannschaft und bestritt bislang insgesamt 73 Länderspiele, darunter die Weltmeisterschaften 2013, 2014 und 2015 sowie die Qualifikation für die Olympischen Winterspiele 2014 im russischen Sotschi. Einen Teil der Länderspiele absolvierte Kohl auch bei den Austragungen des Deutschland Cups in den Jahren 2011 bis 2016.

## Erfolge und Auszeichnungen
| - 2005 DNL-Meister mit den Jungadler Mannheim - 2006 DNL-Meister mit den Jungadler Mannheim - 2007 Oberliga-Meister und Aufstieg in die 2. Bundesliga mit den Heilbronner Falken | - 2010 Deutscher Vizemeister mit den Augsburger Panthern - 2015 Deutscher Vizemeister mit dem ERC Ingolstadt |

### International
- 2008 Aufstieg in die Top-Division bei der U20-Weltmeisterschaft der Division I, Gruppe A

## Karrierestatistik

### International
Vertrat Deutschland bei:
| - U18-Junioren-Weltmeisterschaft 2006 - U20-Junioren-Weltmeisterschaft 2007 - U20-Junioren-Weltmeisterschaft der Division I 2008 - Qualifikationsturnier für die Olympischen Winterspiele 2014 | - Weltmeisterschaft 2013 - Weltmeisterschaft 2014 - Weltmeisterschaft 2015 |

(Legende zur Spielerstatistik: Sp oder GP = absolvierte Spiele; T oder G = erzielte Tore; V oder A = erzielte Assists; Pkt oder Pts = erzielte Scorerpunkte; SM oder PIM = erhaltene Strafminuten; +/− = Plus/Minus-Bilanz; PP = erzielte Überzahltore; SH = erzielte Unterzahltore; GW = erzielte Siegtore; 1 Play-downs/Relegation; Kursiv: Statistik nicht vollständig)